# Viera Tomanová
Viera Tomanová (* 5. února 1948, Bratislava, Československo) je slovenská politička a vysokoškolská pedagožka. V letech 2006–2010 působila ve funkci ministryně práce, sociálních věcí a rodiny.

## Život
Vysokoškolské vzdělání získala na Vysoké škole ekonomické v Bratislavě v roce 1972. Roku 2005 úspěšně obhájila dizertační práci v odboru sociální práce.
V minulosti byla členkou KSČ. V roce 1988 nastoupila na ministerstvo práce a sociálních věcí tehdejšího Slovenska v rámci federace. Až do roku 2003 postupně zastávala více funkcí, mj.: hlavní státní poradce, ředitelka odboru sociálních služeb. Pracovala rovněž jako poradkyně ministra práce a sociálních věcí Petra Magvašiho (nominant SDĽ v první vládě Mikuláše Dzurindy).
Od roku 1994 přednášela na několika slovenských vysokých školách, zpočátku na Katedře sociální práce Univerzity Komenského v Bratislavě, později na Fakultě zdravotnictví a sociální práce Trnavské univerzity. Od roku 2005 působí na Vysoké škole zdravotnictví a sociální práce sv. Alžbety v Bratislavě.
Působila jako ředitelka domova důchodců v Dúbravce v Bratislave a domova sociálních služeb ve Veľkém Bielu. Zastávala též manažerský post v organizaci "Privilégium".
V období od 4. července 2006 do 8. července 2010 působila ve funkci ministryně práce, sociálních věcí a rodiny za stranu SMĚR - sociální demokracie v první vládě Roberta Fica. Za období jejího působení na ministerstvu je její osoba spojována s několika politickými kauzami. V roce 2010 byla zvolena za poslankyni NR SR.

## Politické kauzy

### Kauza Zneužití služebního auta
V dubnu 2007 si nechala poslat do Lisabonu prázdnou limuzínu s řidičem, i když se do Portugalska sama dopravila letecky. Za plýtvání veřejnými financemi ji kritizovali představitelé jak z koalice, tak i z opozičních řad. V listopadu 2007 naopak svého řidiče povýšila do funkce ředitele odboru kontroly a monitoringu, i když neměl žádné zkušenosti s eurofondy.

### Kauza Privilégium
V roce 2006 přidělila dotaci neziskové organizaci "Privilégium", ve které předtím pracovala jako manažerka. Dotace ve výši 1,5 milionu korun byla organizaci udělena i navzdory tomu, že měla tehdy dluhy vůči Sociální pojišťovně ve výši 17 milionů, což bylo v rozporu s pravidly pro udělení dotace. Pro podezření z klientelismu čelila 4. září 2007 odvolání ze své funkce. To bylo však neúspěšné.

### Kauza Tomanové pes
Týdeník "Plus 7 dní" v srpnu 2007 zveřejnil informace, podle kterých měla důvěrný vztah s ředitelem Sociální pojišťovny Ivanem Bernátkem, což vyvolalo podezření z klientelismu. Tomanová následně oznámila, že na její pozemek někdo neoprávněně vnikl a otrávil jejího psa. Premiér Robert Fico z tohoto činu obvinil novináře, o kterých tvrdil, že “skandalizují rodinné příslušníky ministryně.” Případ následně převzala Generální prokuratura, která vyšetřování v lednu 2008 zastavila, jelikož se nepodařilo pachatele identifikovat.

### Kauza Sociální podniky
Roku 2008 poskytlo ministerstvo práce dotace z Evropského sociálního fondu osmi sociálním podnikům. Ministryně byla obviněna z klientelismu, jelikož se vyskytly podezření, že za podniky stojí představitelé strany SMĚR - sociální demokracie (např. Jana Vaľová). Pro podezření, že při poskytování a nakládání s dotacemi došlo k porušení pravidel, byli některé sociální podniky kontrolovány Evropskou komisí a Úřadem pro veřejné obstarávání. V současnosti zůstali v provozu jen čtyři.